# Juanita Molina
Juanita Molina Gonzáles (Medellín, Antioquia, Colombia, 29 de abril de 1997) es una actriz y cantante colombiana, reconocida principalmente por su papel protagónico en la telenovela Romina Poderosa como Romina Páez y Laura Vélez, y en la telenovela La reina del flow 2 como Sandee. También ha interpretado papeles principales en telenovelas como Te la dedico y Noobees.

## Biografía
La actriz paisa debutó en la televisión colombiana en 2014 con "Ciudad Escuela", un programa de Telemedellín. Trabajó en algunas pequeñas producciones nacionales y series web durante los años siguientes, pero no fue hasta desempeñar su papel en Noobees 2, en 2019, que se dio a conocer de manera más notable en la pequeña pantalla. 
En 2021, con su papel como Sandee en la segunda temporada de La reina del flow, su popularidad aumentó a nivel internacional. Además, en esta producción desarrolló el rol de cantante, siendo su voz la intérprete de canciones de la banda sonora de la novela como "Alguien" o "Eres el sueño" En 2022 formó parte del elenco principal de la producción del Canal RCN, Te la dedico, interpretando a Brenda Barrera.
Actualmente, se encuentra disponible en la plataforma de streaming Netflix para todo el mundo la serie Romina Poderosa, donde la actriz interpreta su primer papel protagónico en la nueva producción de Caracol Televisión
Tras el éxito de la serie Romina Poderosa, la actriz compartió, a través de sus redes, la confirmación de su relación sentimental con el coprotagonista de la novela, Juan Manuel Guilera.

## Filmografía

### Televisión
| Año       | Título                                | Personaje                           | Rol                                                     | Canal              |
| --------- | ------------------------------------- | ----------------------------------- | ------------------------------------------------------- | ------------------ |
| 2025      | Medusa                                | Viviana Hidalgo                     | Reparto Principal; 12 capítulos; Serie Tv               | Netflix            |
| 2024-2025 | Betty, la fea: la historia continúa   | Camila "Mila" Mendoza Pinzón        | Reparto Principal; 20 capítulos; Serie Tv               | Prime Vídeo        |
| 2023      | Romina poderosa                       | Romina Páez Gómez "Romina Poderosa" | Protagonista; 65 capítulos; Telenovela                  | Caracol Televisión |
| 2023      | Romina poderosa                       | Laura Vélez Galindo                 | Protagonista; 65 capítulos; Telenovela                  | Caracol Televisión |
| 2023      | Manes                                 | Andrea                              | Reparto Recurrente (Temporada 1); 2 capítulos; Serie Tv | Prime Vídeo        |
| 2022      | Aló, ¿quién es?                       | Brenda Barrera                      | Invitada; 1 capítulo; Serie Web                         | Canal RCN          |
| 2022      | Te la dedico                          | Brenda Barrera                      | Reparto Principal; 86 capítulos; Telenovela             | Canal RCN          |
| 2022      | Arelys Henao: canto para no llorar    | Ángela                              | Reparto Recurrente; 10 capítulos; Telenovela            | Caracol Televisión |
| 2021      | La reina del flow                     | Sandee / Laura Cadena               | Reparto Recurrente; 46 capítulos; Telenovela            | Caracol Televisión |
| 2020      | Noobees                               | Kosnika                             | Coprotagonista; 1 capítulo; Telenovela                  | Nickelodeon        |
| 2019      | Decisiones: unos ganan, otros pierden | Camila                              | Reparto; 1 capítulo; Serie Web                          | Telemundo          |

## Teatro
| Año  | Obra                | Personaje | Lugar                 |
| ---- | ------------------- | --------- | --------------------- |
| 2023 | ¿Otro Café?         | Penélope  | Teatro Casa E Borrero |
| 2018 | A 250 la Cuba Libre |           | Teatro Casa E Borrero |

## Premios y nominaciones
| Año  | Premiación                             | Categoría       | Resultado | Ref    |
| ---- | -------------------------------------- | --------------- | --------- | ------ |
| 2024 | Nickelodeon Kids' Choice Awards México | Actriz favorita | Nominada  | [ 17 ] |